# Лунка Вишагулуј (Клуж)
Лунка Вишагулуј (рум. Lunca Vișagului) насеље је у Румунији у округу Клуж у општини Појени. Oпштина се налази на надморској висини од 643 m.

## Становништво
Према подацима из 2002. године у насељу је живело 266 становника, од којих су сви румунске националности.